# Aspilia mossambicensis
Aspilia mossambicensis là một loài thực vật có hoa trong họ Cúc. Loài này được (Oliv.) Wild mô tả khoa học đầu tiên năm 1966.